# Parametrypa
Parametrypa is een geslacht van rechtvleugeligen uit de familie krekels (Gryllidae). De wetenschappelijke naam van dit geslacht is voor het eerst geldig gepubliceerd in 1873 door Brunner von Wattenwyl.

## Soorten
Het geslacht Parametrypa omvat de volgende soorten:
- Parametrypa aculeatus Saussure, 1878
- Parametrypa fortipes Walker, 1869
- Parametrypa viettei Chopard, 1958